# Cadillac STS
O Cadillac STS é um automóvel de luxo da Cadillac. O STS V-Séries é uma versão esportiva do modelo.